# Kalenderunruhen in Riga
Als Kalenderunruhen in Riga (lettisch Kalendāra nemieri Rīgā) werden aufstandartige Proteste der Bürger von Riga in den Jahren 1584–1589 gegen die Einführung des gregorianischen Kalenders bezeichnet.
Der neue Kalender war 1582 von Papst Gregor XIII. verordnet worden. Im Oktober desselben Jahres übernahmen ihn die ersten katholischen Länder durch Auslassung von zehn Tagen in der Datumsreihe; die übrigen übernahmen die Reform in den nächsten Jahren. Die meisten protestantischen Territorien folgten erst im Jahr 1700, die letzten orthodoxen Länder sogar erst 1918.
1581 hatte sich Riga, das die lutherische Reformation sehr früh angenommen hatte, nach russischen Angriffen während des Livländischen Kriegs dem polnisch-litauischen König Stephan Báthory unterworfen. Mit Rücksicht auf die neue politische Lage ordnete der Rat der Stadt im Oktober 1584 die Einführung des gregorianischen Kalenders an. Dadurch wurde der alte julianische Kalender sowohl zu einem konfessionellen wie einem patriotischen Symbol. Ein großer Teil der Bevölkerung weigerte sich, der Anordnung zu folgen. Am Weihnachtsfest der neuen Kalenderrechnung blieben die lutherischen Kirchen leer, die Handwerker arbeiteten in ihren Werkstätten, und die unter Zwang den Katholiken übergebene Jakobskirche wurde von einer aufgebrachten Menge verwüstet. Zehn Tage später, am julianischen Weihnachtsdatum, wie auch zum julianischen Jahreswechsel wurden demonstrativ Andachten und Feiern abgehalten. In der Folgezeit kam es wegen der Kalenderfrage sogar zu Hinrichtungen. Erst im Juni 1589 wurden die Unruhen unter militärischem Druck beendet. Auf dem Reichstag 1591 wurde unter Vermittlung des protestantischen Stadtsyndikus David Hilchen ein Vertrag unterzeichnet, der die Beibehaltung des julianischen Kalenders und einiger alter Freiheiten der Stadt Riga bestätigte. Nach der schwedischen Eroberung 1621 wurde auch die Jakobskirche wieder lutherisch.
Auf Grund der Eingliederung ins Russische Kaiserreich Mitte des 18. Jahrhunderts wurde der gregorianische Kalender schließlich erst im Februar 1918 eingeführt.